# Busque
Busque is een gemeente in het Franse departement Tarn (regio Occitanie) en telt 579 inwoners (1999). De plaats maakt deel uit van het arrondissement Castres.

## Geografie
De oppervlakte van Busque bedraagt 8,4 km², de bevolkingsdichtheid is 68,9 inwoners per km².
De onderstaande kaart toont de ligging van Busque met de belangrijkste infrastructuur en aangrenzende gemeenten.

## Demografie
Onderstaande figuur toont het verloop van het inwonertal (bron: INSEE-tellingen).